# Benoît de Saint Chamas
Pour les articles homonymes, voir Saint-Chamas.
Benoit Kabis de Saint Chamas, plus connu sous le nom de Benoît de Saint Chamas, né le 5 mai 1970, est un haut fonctionnaire français et auteur  de littérature d'enfance et de jeunesse en collaboration avec son épouse Emmanuelle.

## Biographie

### Famille
Benoit de Saint Chamas est né le 5 mai 1970. Il est le troisième enfant du mariage d'Alain Kabis de Saint Chamas et de Béatrice de La Crompe de La Boissière.
En 1997, il épouse Emmanuelle Duchesne. De ce mariage, naissent trois enfants : Laëtitia (née en 1999), Éric (né en 2003) et Gaspard (né en 2007).

### Formation
Après des études au collège Stanislas à Paris, Benoît de Saint Chamas poursuit des études d'économie. Il est diplômé de l'Institut d'études politiques de Paris, promotion 1992,

### Carrière professionnelle
Benoît de Saint Chamas a été conseiller ministériel de Jean-François Copé dans le gouvernement Raffarin, de 2002 à 2005. Il est ensuite conseiller auprès du président du musée du Louvre où il s’occupe des affaires internationales, puis directeur de cabinet du président du musée du Louvre. Il est chargé de cours (appelé localement « maître de conférences ») à l'Institut d'études politiques de Paris depuis 2000,,.

## Publications
Benoît de Saint Chamas a écrit, avec son épouse Emmanuelle de Saint Chamas, plusieurs ouvrages pour la jeunesse (romans, contes), traduits dans plusieurs pays.
Ils ont commencé à publier en 1999. Leur premier livre, les Contes de l'alphabet (Éditions du Jasmin), est devenu en France un classique de la littérature pour la jeunesse et leurs publications ont été récompensées par plusieurs prix. Leurs livres puisent dans un imaginaire ancré dans le réel, un genre qu'ils ont baptisé « rêvalité » (Drealitym en anglais). 
Leur série best-seller STROM, qualifiée de « coup de cœur » par RTL-20 Minutes, évoque une organisation secrète multicentenaire qui forme des chevaliers de l'insolite, chargés de protéger l'humanité contre des forces invisibles.
Il a scénarisé, avec son épouse, le nouveau site du musée du Louvre (louvre.fr) destiné aux enfants, réalisé avec l'illustrateur François Place.
- Contes de l'alphabet, trois volumes, Éditions du Jasmin, 1999
- Contes de la Cave, Seuil, 2003
- Le Puits du diable, Éditions du Jasmin, 2003
- Une Nuit de Noël, Seuil, 2003
- Contes des six trésors, Éditions du Jasmin, 2006
- Sagesses et Malices des anges et des pauvres diables, Albin Michel, 2006
- Le Secret de la Stèle Sacrée, Éditions du Jasmin, 2007
- L'Inconnue du Louvre, Éditions du Louvre - Éditions du Jasmin, 2008
- STROM t1 - Le Collectionneur, Nathan, 2010 [présentation en ligne]
- STROM t2 - Les Portails d'outre-temps, Nathan, 2011 [présentation en ligne]
- STROM t3 - La 37e Prophétie, Nathan, 2011
- Le démon aux mille visages - La face cachée du Strom, Nathan, 2013
- Contes du Grenier, Éditions  du Jasmin, 2015
- Les secrets du STROM, tome 1 - Le Labyrinthe des âmes, Nathan, 2019
- Les secrets du STROM, tome 2 - Le Prince écarlate, Nathan, 2019

## Distinctions

### Récompenses
- Prix Saint-Exupéry 2000
- Prix de Narbonne
- Prix de Cabourg
- Prix Tatoulu 2005
- Prix littéraire Européen 2007
- Sélection du Grand Prix des Jeunes Lecteurs de la PEEP (2007, 2008 et 2011)
- Prix littéraire des Vosges jeune lecteur 2008
- Prix des Incorruptibles 2008
- Prix CE France Telecom 2009
- Prix Gragnotte 2011
- Grand prix des jeunes lecteurs de Casablanca 2011
- Prix Cap Aventure Lecteur 2011
- Prix des Collégiens de Strasbourg 2012
- Prix Gavroche 2013
- Prix 'A vos livres, prêts, partez!' 2013

### Décorations
Benoît de Saint Chamas est nommé chevalier de l'ordre des Arts et des Lettres et promu officier le 8 mars 2018 au titre de « Directeur de cabinet du président-directeur du musée du Louvre ».